# Icerya minor
Icerya minor är en insektsart som beskrevs av Green 1908. Icerya minor ingår i släktet Icerya och familjen pärlsköldlöss. Inga underarter finns listade i Catalogue of Life.